# Troy Bayliss
Pour les articles homonymes, voir Bayliss.
Troy Bayliss est un pilote de moto australien né le 30 mars 1969 à Taree. Il est triple champion du monde de Superbike en 2001, 2006 et 2008. Il a également participé au championnat du monde MotoGP entre 2003 et 2006, signant une victoire au Grand Prix de Valence 2006.

## Les débuts
Troy Bayliss fait ses débuts en compétition en 1995 en participant au championnat d'Australie Supersport. Il termine deuxième de ce championnat, ce qui lui permet d'intégrer le championnat d'Australie Superbike dès l'année suivante. Il s'adapte vite à cette catégorie et termine troisième en 1996, puis deuxième en 1997.
L'équipe Arie Molenaar Suzuki l'appelle pour participer à une course en 250 cm³ lors du Grand Prix d'Australie 1997. Il signe une solide performance en se battant pour la troisième place face à Loris Capirossi et Olivier Jacque. Il doit finalement se contenter de la sixième place. Suzuki l'engage en championnat British Superbike en 1998 et 1999. Troy Bayliss remporte le championnat en 1999.

## 2000-2002: Les débuts en Championnat du monde de Superbike
Troy Bayliss part aux États-Unis, initialement pour disputer le championnat AMA Superbike avec Ducati. Mais l'équipe officielle Ducati le contacte pour remplacer Carl Fogarty, blessé, en championnat du monde Superbike. Il décroche deux victoires et neuf podiums en vingt départs.
En 2001, Troy dispute sa première saison complète en championnat du monde Superbike. Il décroche son premier titre de champion du monde en devançant notamment Colin Edwards. Il remporte six courses et obtient quinze podiums. L'année suivante, Bayliss fait partie des favoris pour le titre. Il commence la saison par six victoires lors des six premières courses. Après seize épreuves, Troy s'est déjà imposé treize fois et dispose de vingt-neuf points d'avance sur son dauphin Colin Edwards. Ce dernier parvient cependant à revenir sur la fin de saison et remporte le championnat avec onze points d'avance sur l'Australien.

## 2003-2005: la parenthèse MotoGP

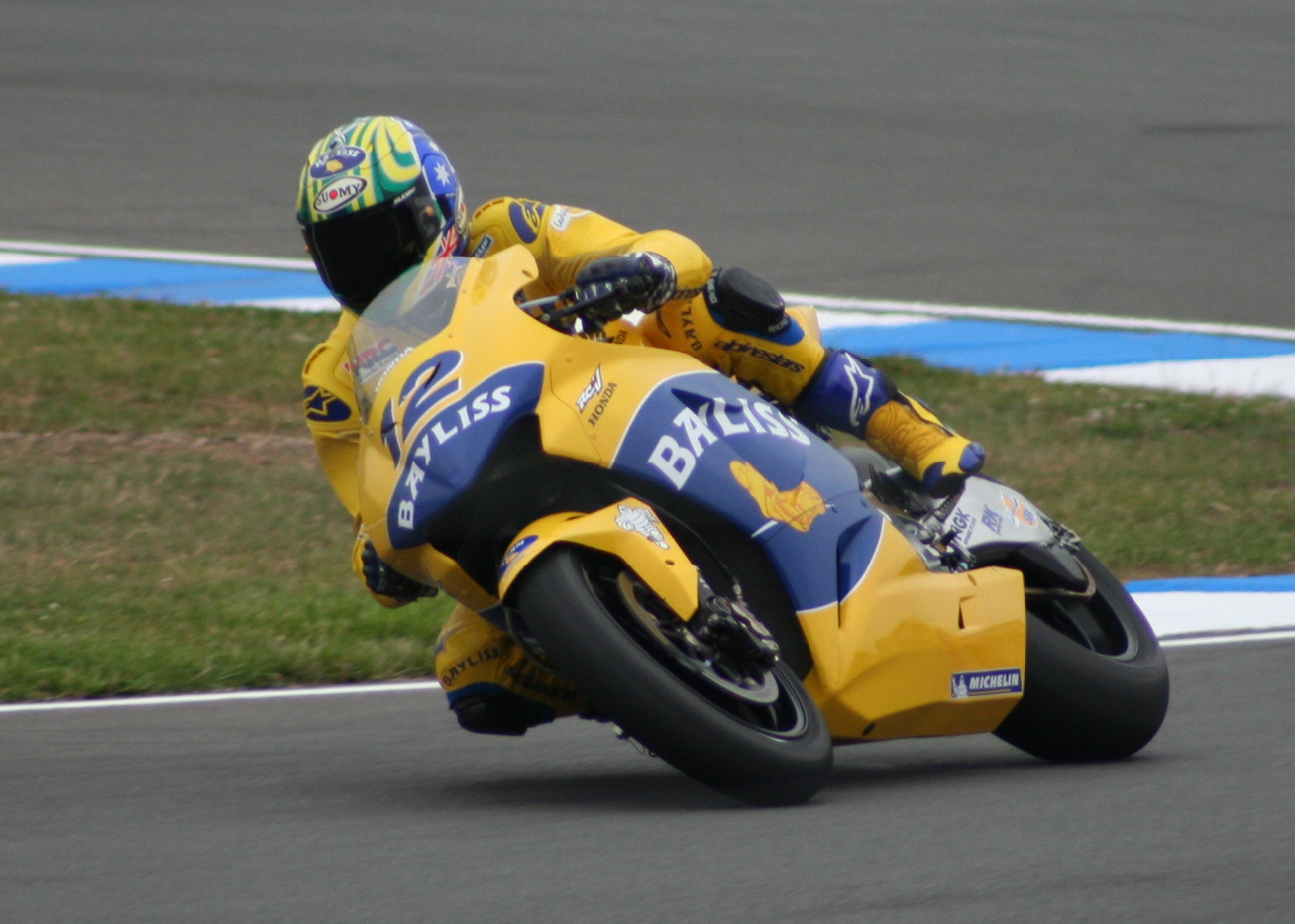
Bayliss sur la Honda RC211V en 2005.

Ducati décide de rejoindre la MotoGP en 2003 et Troy Bayliss rejoint le cortège avec comme équipier, Loris Capirossi. Il réalise une belle saison avec trois podiums à la clé et une sixième place au classement final. En revanche, l'année 2004 est plus difficile avec une Ducati Desmosedici GP4 à la peine. Troy n'arrive pas à s'adapter à la nouvelle machine et réalise une saison décevante avec un seul podium, une troisième place obtenue lors du dernier Grand Prix à Valence. Ducati décide finalement de se séparer de l'Australien. 
En 2005, Troy Bayliss trouve refuge chez Honda dans l'écurie de Sito Pons. Mais il n'arrive pas à s'adapter à la Honda RC211V. Il termine douzième du championnat.

## 2006-2008: le retour en Championnat du monde de Superbike
Troy Bayliss revient en 2006 en Championnat du monde de Superbike. Il revient par la même occasion chez Ducati. Lors du premier Grand Prix au Qatar, il termine deux fois deuxième. Lors du Grand Prix de Phillip Island en Australie, Troy remporte la deuxième course et prend la tête au classement général, qu'il ne quittera plus. Lors de cette saison, il remporte douze courses et décroche seize podiums, devenant une deuxième fois champion du monde Superbike après son titre obtenu en 2001.

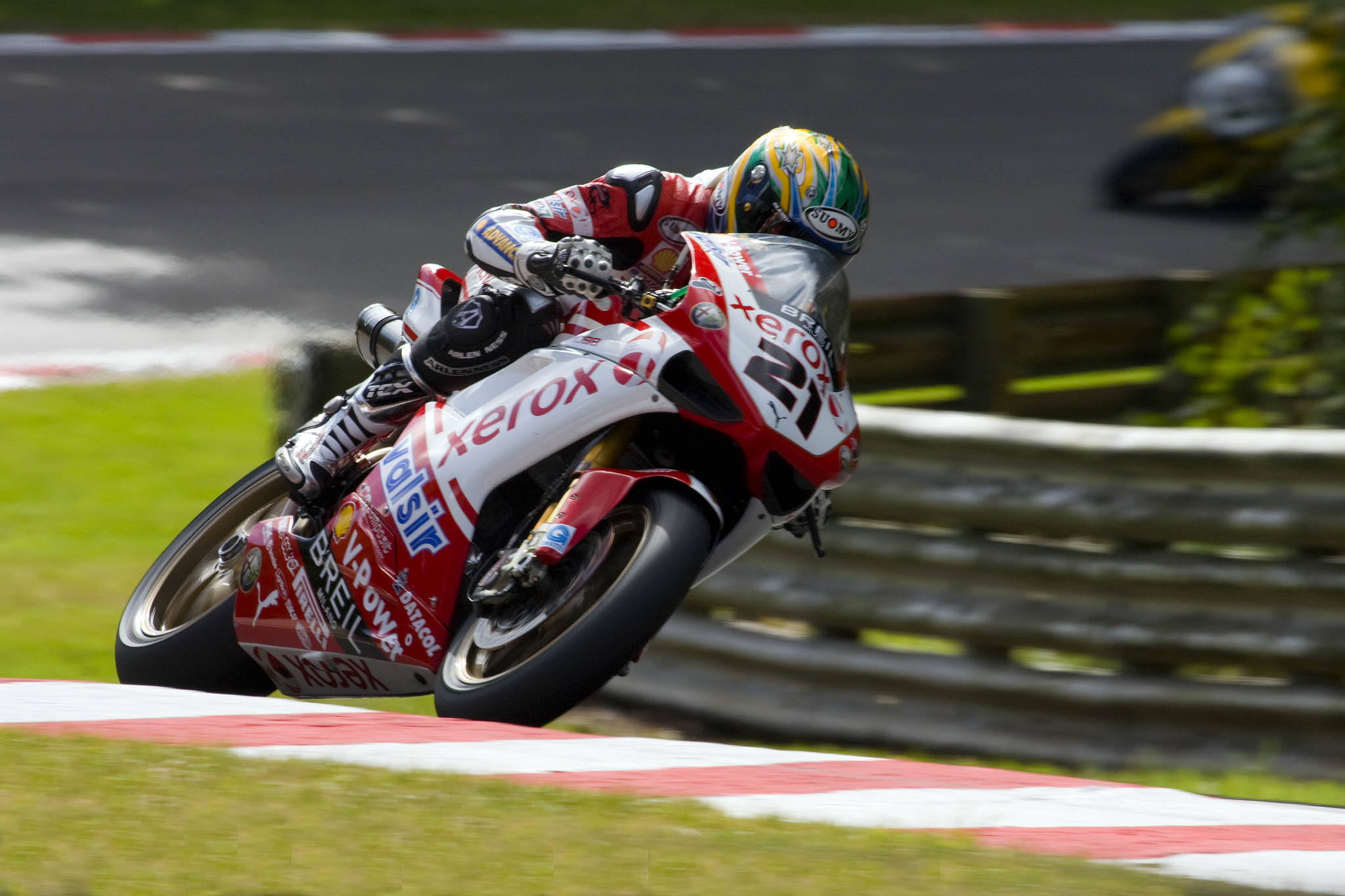
Bayliss sur la Ducati 1098 F08 en 2008.

Ironie du sort, Ducati Corse lui demande d'assurer le remplacement de Sete Gibernau pour la dernière course de la saison MotoGP, à Valence. Troy Bayliss remporte sa première victoire dans la catégorie reine.
La saison 2007 est plus difficile pour Troy Bayliss en Superbike car la Ducati 999F07 manque d'évolution technique ; de plus, il se blesse à Donington Park. Il a été amputé d'une phalange au petit doigt. Il termine à la quatrième place d'un championnat qui voit le second sacre du Britannique James Toseland.
En 2008, pour sa dernière année en compétition, Troy Bayliss dispose d'une nouvelle Ducati : la 1098F08. À son guidon, le no 21 devient triple champion du monde.

## Palmarès
- Champion du monde Superbike en en 2001, 2006 et 2008
- MotoGP : Vainqueur du Grand Prix moto de la Communauté valencienne 2006
- Vainqueur du British Superbike en 1999